# Härdelins låtskola med musikillustrationer
Härdelins låtskola med musikillustrationer är ett kassettband och not- och instruktionshäfte med norrhälsingelåtar på dellenbygdsdialekt efter Grubb Anders Jonsson spelade av Sven Härdelin som gavs ut första gången 1969 av Hälsinglands spelmansförbund. Repriserna spelas här pedagogiskt och exakt som exempel på hur Jonsson kunde spela dem och varje låt är upptecknad dels på vanligt vis samt mer detaljerat med mer information om spelstilen. Detta visar också hur notuppteckningar alltid brister när det gäller att återge speldialekter. Planer fanns att göra en liknande låtskola för södra Hälsingland.

## Låtlista (samtliga låtar efterGrubb Anders Jonsson ("Bryggarn"))
1. Polska
2. Polska
3. "Orrskutt", polska
4. "Skällekon", gånglåt
5. "Polska efter Åsbergarn"
6. "Polska efter Tupp-Sven"
7. Svängpolska
8. "Bondvals"
9. "Norralapolskan"
10. "Nordlingens polska"
11. Svängpolska
12. Vals
13. Polska
14. "Polska efter Valsjötigern"
15. Polska
16. Vals
17. Svängpolska
18. Polska
19. Polska
20. Skänklåt